# Yucca baccata
Yucca baccata (юка бананова або фінікова юка)  — поширений вид юки, що походить із пустель південно-західних Сполучених Штатів і північно-західної Мексики, від південно-східної Каліфорнії на північ до Юти, на схід до західного Техасу та на південь до Сонори та Чіуауа. Вона також зустрічається в дикій природі в Колумбії.
Вид отримав свою загальну назву «бананова юка» через його плоди у формі банана. Специфічний епітет бакката означає «з ягодами». Бананова юка тісно пов'язана з юкою мохаве (Yucca schidigera), з якою вона перемежовується там, де їхні ареали перекриваються. Між ними трапляються гібриди.

## Опис
Yucca baccata розпізнається за листям 50 — 76 см довгі  з синьо-зеленим забарвленням і короткими або відсутніми стовбурами. Цвіте навесні, починаючи з квітня по липень залежно від місцевості (висоти над рівнем моря), квіти 5 — 13 см довгі, складаються з шести сегментів.  Колір квітів від білого до кремового з фіолетовими відтінками. Квітконос, як правило, не дуже високий 1 — 1,5 м. Насіння жорстке, чорне, безкриле, 3 — 8 мм довге, 1 — 2 мм товсте. Дозрівають Плоди за 6–8 тижнів. Нерозкривний м'ясистий плід 8 — 18 см довгий і 6 см в діаметрі, циліндричний і на смак схожий на солодку картоплю.

## Підвиди
Yucca baccata ділиться на три підвиди:
- Yucca baccata subsp. baccata
- Yucca baccata subsp. thornberi
- Yucca baccata subsp. vespertina

## Поширення і середовище проживання
Рослина відома у Великому басейні, пустелі Мохаве, Сонора та Чіуауа, а також в екорегіоні гір Аризона/Нью-Мексико та нижніх південних частинах Скелястих гір. Зустрічається переважно в штатах США Юта, Каліфорнія, Невада, Аризона, Колорадо, Нью-Мексико та Техас, а також у мексиканському штаті Чіуауа. Його можна знайти в кількох типах середовищ існування, на висотах між 1 500 — 2 500 метрів над рівнем моря.
Yucca baccata пов'язаний з Yucca schidigera, Yucca brevifolia, Yucca arizonica, Yucca faxoniana, Agave utahensis та іншими видами агави.
Рослина зустрічається на великій території північноамериканських пустель і демонструє великі варіації в межах ареалу. Зразки Yucca baccata з високих, гірських районів Скелястих гір є зимостійкими та виносять екстремальні умови.

## Використання
Молоді квітконоси можна варити та їсти, викинувши тверду зовнішню шкірку. Плоди можна їсти сирими або вареними, в останньому випадку вони нагадують солодку картоплю.
Паюти сушили фрукти для використання взимку. Це все ще популярна їжа серед мексиканських індіанців. Квіти часто вживаються в їжу сільськими жителями.
Стародавні народи пуебло використовували волокна, отримані з листя, для виготовлення сандалій і мотузок, а корінь використовували як мило, хоча й рідше, ніж у Yucca elata.

## Галерея

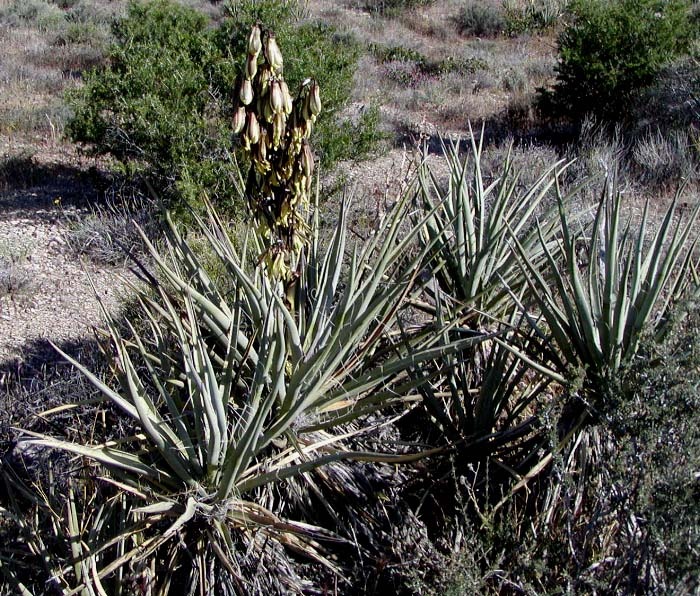
Рослина
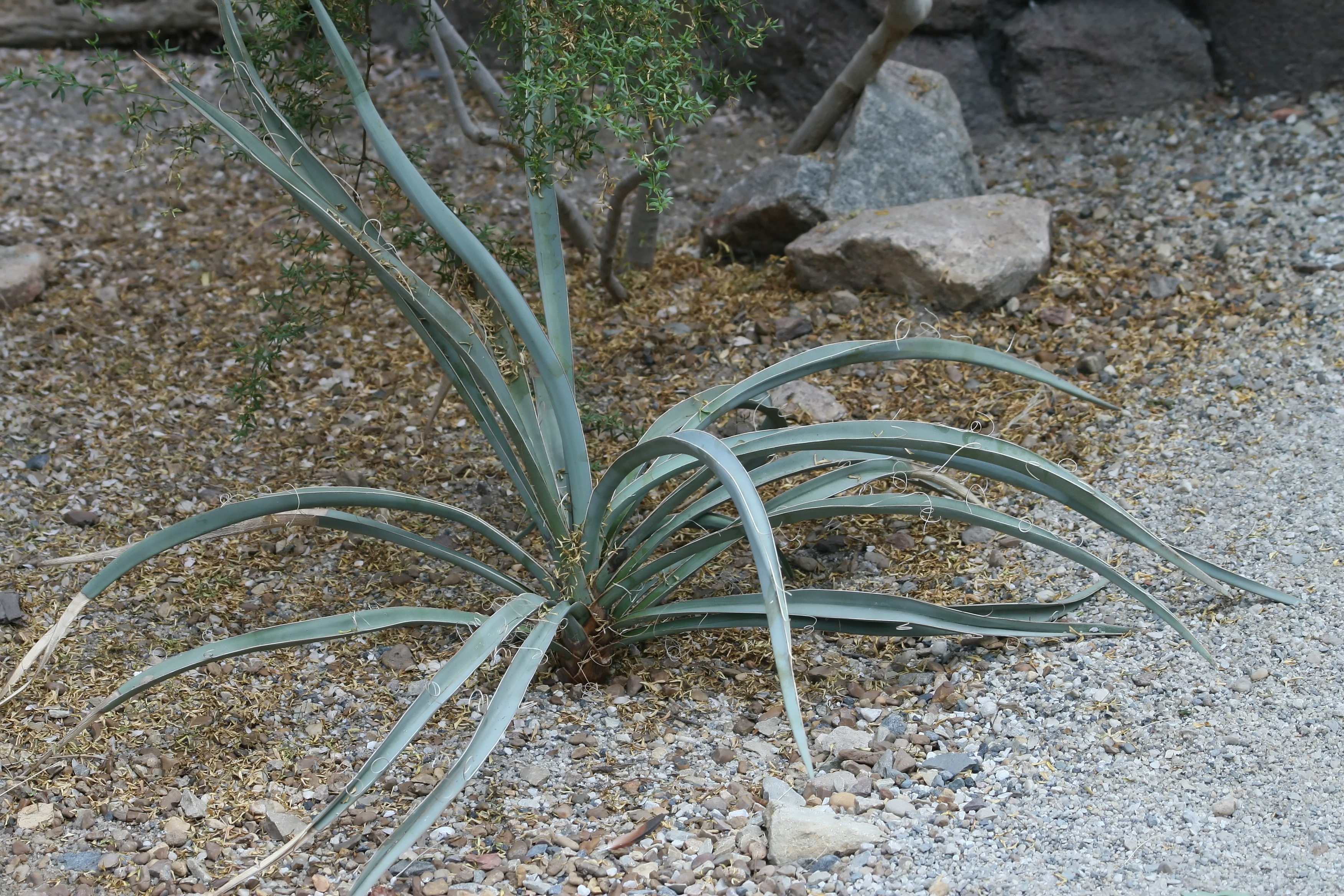
Молода рослина
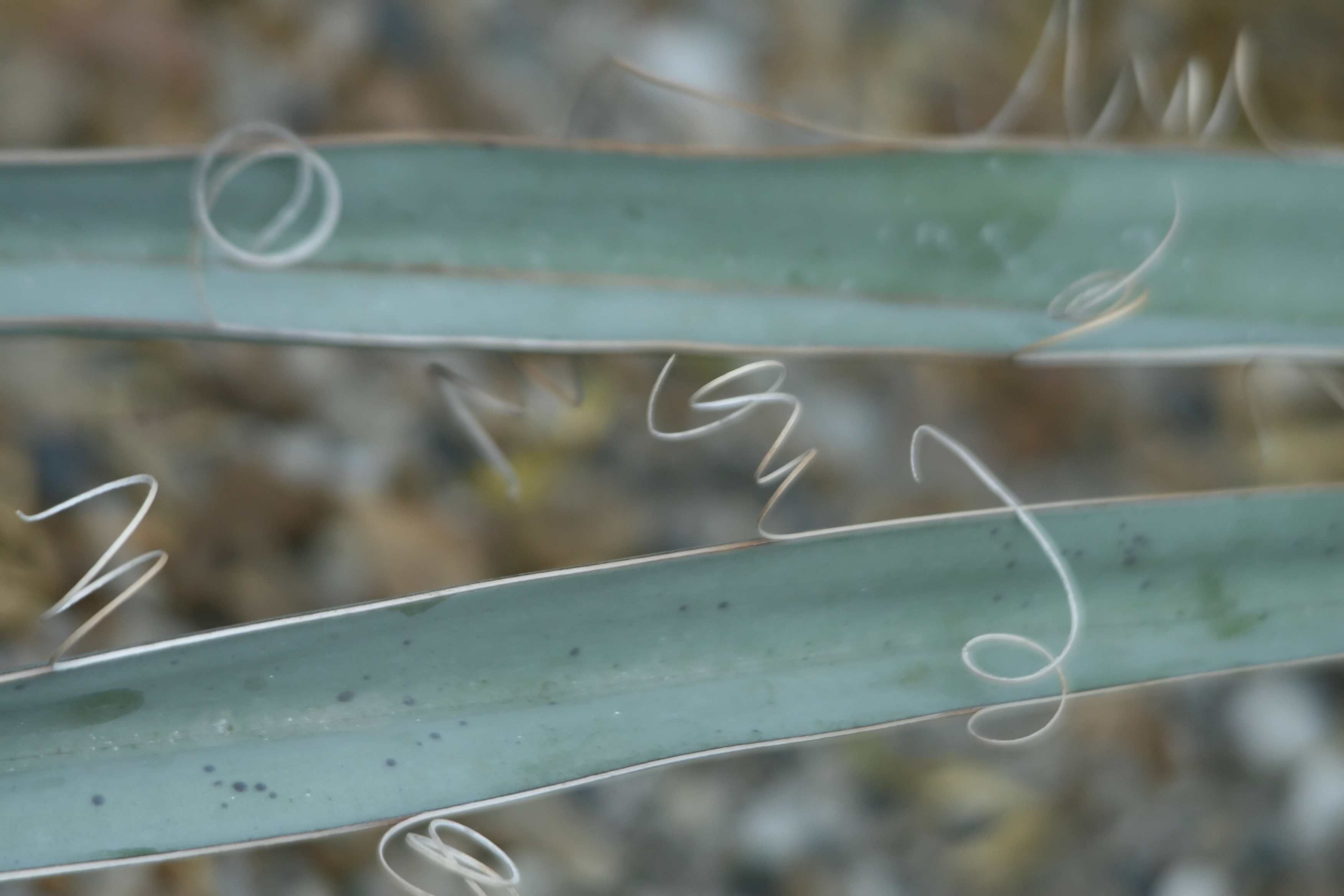
Листя
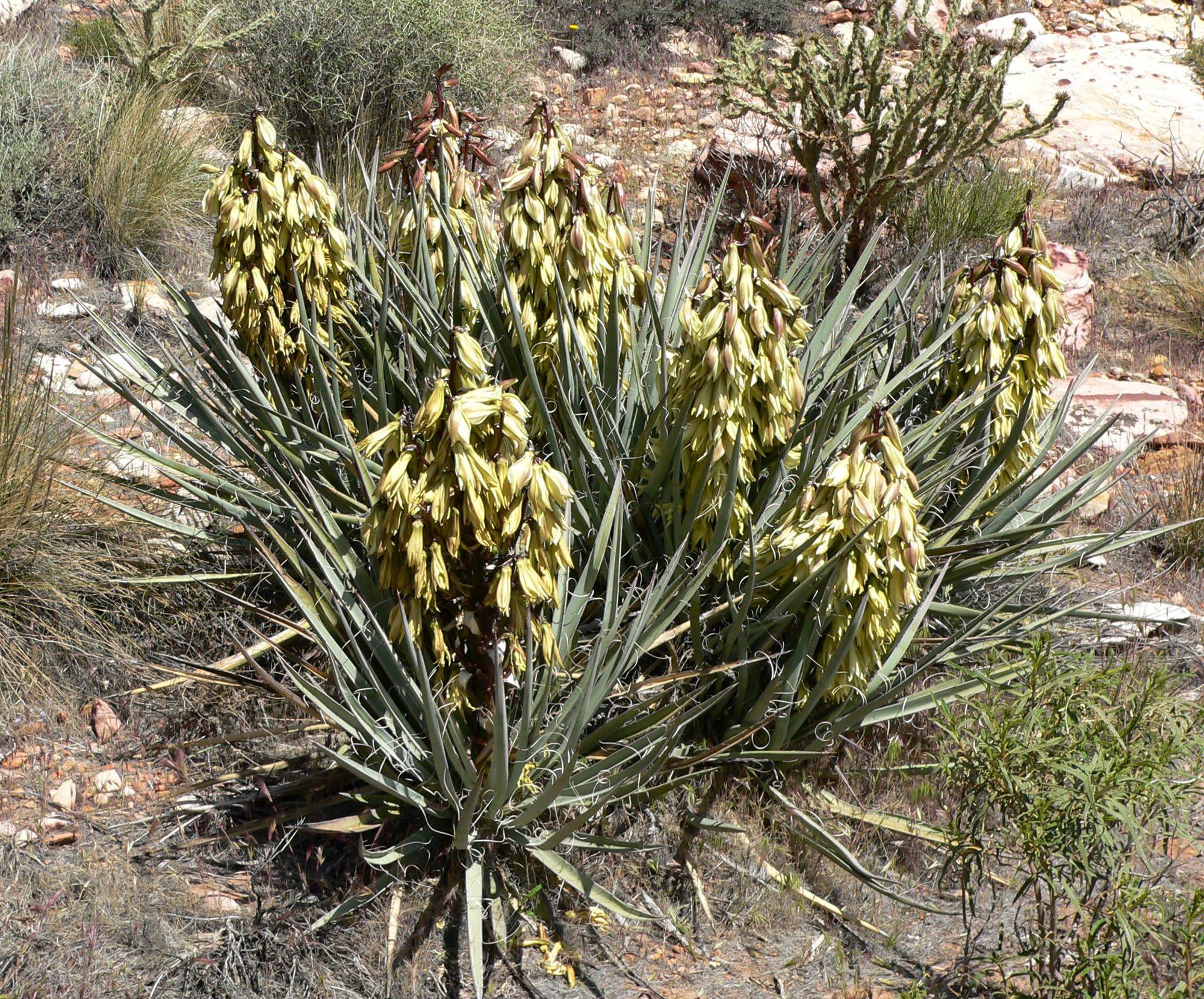
Квіти
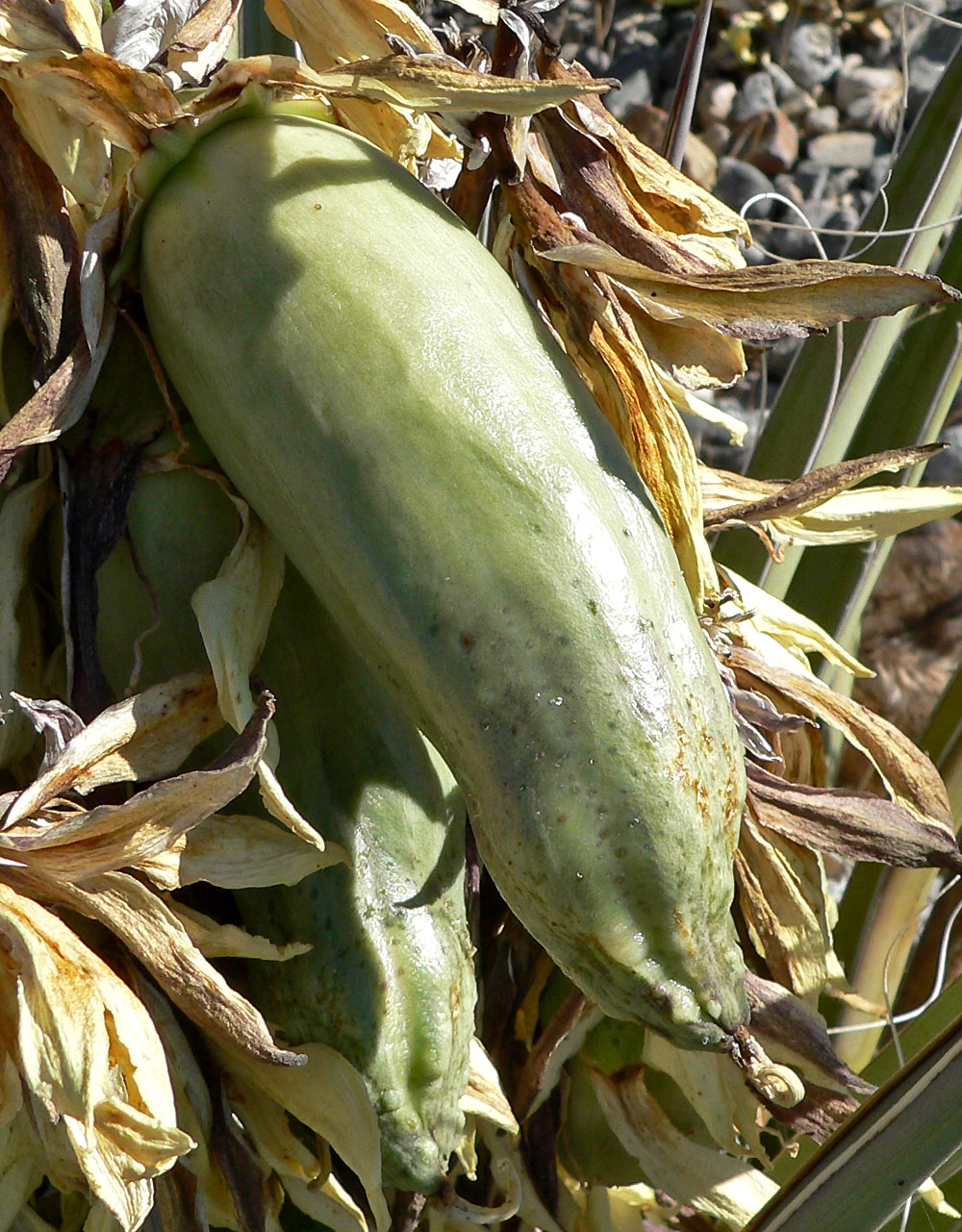
Плоди